# 国際主義労働者全国協議会
国際主義労働者全国協議会（こくさいしゅぎろうどうしゃぜんこくきょうぎかい、NCIW）は革命的共産主義者同盟 (革共同)系の日本の新左翼党派。通称は労働者の力。「エコ社会主義」を掲げる。
1989年に第四インターナショナル日本支部から分裂して第四インターナショナル日本支部全国協議会（全国協議会派）となり、1991年に国際主義労働者全国協議会(NCIW)に改称した。
2020年春に、同組織と日本革命的共産主義者同盟 (JRCL)から構成される「第四インターナショナル日本協議会」が、第四インターナショナル・ビューローより、日本支部として承認を受けた。
- 指導者：織田進ら
- 機関紙誌：『労働者の力』（現在は停刊、日本革命的共産主義者同盟 (JRCL)の機関紙『かけはし』を共同編集している。）
- 活動拠点：労働者の力社（東京都台東区）

## 概要

### 結成の経緯
1989年9月、第四インターナショナル日本支部（第四インター日本支部）から第四インターナショナル日本支部全国協議会（全国協議会派）として分派した。同派は自己規定を第四インター日本支部の分派とした。しかし、1991年第四インター日本支部が第四インターナショナルの第13回世界大会で同支部の女性差別問題などを理由に支部資格を剥奪されてしまった。80年代後半から分派が相次いでいた同支部は、支部資格剥奪以降、日本革命的共産主義者同盟 (JRCL)と改称し、結局第四インター日本支部は消滅してしまった。全国協議会派もそれに伴い1991年に現名に改称し、自己規定も第四インター日本支部の「分派」から第四インターナショナルの「シンパ組織」と変更した。
以後は国際組織の第四インターナショナル（統一書記局派）のシンパサイザー・グループ（シンパ組織）として、1995年の第14回世界大会以降の世界大会に参加し、第四インターナショナル日本支部の再建を目指していた。
旧来の日本支部およびJRCLが民主集中制に基づいて「中央委員会」を形成しているのに対し、「労働者の力」グループは「民主集中制はスターリニズムおよび官僚主義の温床」として、「中央委員会」ではなく「全国協議会」という組織形態をとっている。

### 活動
主に機関紙の発行や第四インターナショナルの世界大会への出席を行なっている。第四インター日本支部の再建を目指す動きもしている。活動の拠点はもっぱら東京と東北地方である。ただし活動家は点在している状態で、組織として集団的な行動を行う状況にはない。東北地方で活動するメンバーは東北全労協や電通労組、宮城合同労組など中心的な役割を担っているようである。
2007年の第21回参議院議員通常選挙では、比例区で山内徳信を、東京都選挙区で川田龍平を支持し、護憲を主張する政党・候補者への投票を呼びかけた。
2004年12月にセクハラ問題をきっかけに東京大学大学院教授の佐々木力を党から除名した。女性差別問題という重石が同グループにおいては依然として存在していることを推測させる出来事であった（『労働者の力』181号参照のこと）。ちなみに佐々木力は現在に至るまでこの件について自己の非を一切認めていない。
2009年9月以降は独自での機関紙発行を断念し、日本革命的共産主義者同盟 (JRCL)の機関紙である『かけはし』を共同で編集、発行するというスタイルをとっている。

## 関連事項
- 第4インターナショナル日本支部再建準備グループ